# پایتخت جهانی کتاب
پایتخت جهانی کتاب عنوانی است که از سال ۲۰۰۱ میلادی به این‌سو هر ساله از سوی سازمان یونسکو به شهری داده می‌شود که در جهت تقویت جایگاه کتاب و خواندن آن کوشش شایانی کرده‌باشد.
هدف یونسکو این است تا از این طریق در آن سال به اجرای برنامه‌های فرهنگی مرتبط با کتاب بپردازد و از این راه شوق مطالعه را در مردم ایجاد کند. این انتخاب هیچ جایزهٔ مالی را برای برگزیدهٔ آن دربر ندارد؛ بلکه تصدیق بهترین برنامهٔ اختصاص داده‌شده به کتاب و کتاب‌خوانی است.
سازمان یونسکو هر سال یک شهر را با کمک سه مرکز بین‌المللی کتاب به عنوان پایتخت کتاب تعیین می‌کند که این سه مرکز انجمن ناشران بین‌المللی کتاب، اتحادیه بین‌المللی فروشندگان کتاب و اتحادیه بین‌المللی انجمن کتابخانه‌ها است.
سالی که شهر برگزیده عنوان پایتخت جهانی کتاب را دارا است از ۲۳ آوریل یعنی روز جهانی کتاب تا ۲۲ آوریل سال بعد از آن ادامه دارد.
بانکوک سیزدهمین شهری است است که به عنوان پایتخت جهانی کتاب انتخاب می‌شود.
کمیته تصمیم‌گیرنده اعطای این عنوان دلیل انتخاب بانکوک را به عنوان پایتخت جهانی کتاب در سال ۲۰۱۳ «ایجاد انگیزه برای سهیم شدن و شرکت مردم در زنجیره تأمین کتاب، حضور فعال بازیگران تایلندی در پروژه‌ای ادبی که از قبل به همین منظور طراحی شده و همچنین عمل به تعهدات در حوزه نشر» اعلام کرده‌است.
پیش از این مادرید اسپانیا (۲۰۰۱)، اسکندریه مصر (۲۰۰۲)، دهلی نو هندوستان (۲۰۰۳)، آنتورپ بلژیک (۲۰۰۴)، مونترال کانادا (۲۰۰۵)، تورین ایتالیا (۲۰۰۶)، بوگوتا کلمبیا (۲۰۰۷)، آمستردام هلند (۲۰۰۸)، بیروت لبنان (۲۰۰۹)، لوبلیانا اسلوونی (۲۰۱۰)، بوینوس آیرس آرژانتین (۲۰۱۱) و ایروان ارمنستان (۲۰۱۲) پایتخت جهانی کتاب بودند.
تهران یک بار در سال ۲۰۰۶ و بار دیگر در سال ۲۰۱۱ برای کسب عنوان «پایتخت کتاب جهان» تقاضا داده‌است که هر دو تقاضا رد شده‌است. تهران در سال ۲۰۰۶ با یک رأی این عنوان را به تورین ایتالیا باخت. گفته می‌شود که نیشابور با پشتوانه تجربه‌ای که در پایتختی کتاب ایران کسب کرده‌است، برای کسب عنوان پایتخت جهانی کتاب اقدام کرده‌است.
شهر شیراز  نیز که عنوان ششمین پایتخت کتاب ایران را داشت در سال ۲۰۲۰ از طرف ایران برای پایتخت جهانی کتاب اعلام نامزدی کرد.

## معیارها
کمیتهٔ انتخاب و معرفی نامزدها از برنامه‌هایی استقبال می‌کند که توسط شهردار یک شهر اجرا یا تأیید شده و در جهت ترویج و گسترش کتاب‌خوانی است.
کمیتهٔ انتخاب نامزدها توجه خود را به برنامه‌های خاصی جلب می‌کند که به این شرح‌اند: درجهٔ مشارکت همهٔ سطوح (از شهری تا بین‌المللی)، تأثیر بالقوهٔ این برنامه‌ها، دامنه و کیفیت فعالیت‌هایی که توسط کاندیداها طرح شده‌است و گستره‌ای که در آن ناشران، نویسندگان، کتاب‌فروش‌ها و کتابداران درگیر می‌شوند و سازمان‌های غیردولتی هم در آن فعال هستند و هر پروژهٔ دیگری که کتاب و کتاب‌خوانی را ارتقا می‌دهد. همچنین برنامه‌ها باید در راستای ارتقای آزادی بیان و اعلامیهٔ جهانی حقوق بشر باشد.

## شهرهای برگزیده
| سال  | شهر           | کشور              |
| ---- | ------------- | ----------------- |
| ۲۰۰۱ | مادرید        | اسپانیا           |
| ۲۰۰۲ | اسکندریه      | مصر               |
| ۲۰۰۳ | دهلی نو       | هند               |
| ۲۰۰۴ | آنتورپ        | بلژیک             |
| ۲۰۰۵ | مونترآل       | کانادا            |
| ۲۰۰۶ | تورین         | ایتالیا           |
| ۲۰۰۷ | بوگوتا        | کلمبیا            |
| ۲۰۰۸ | آمستردام      | هلند              |
| ۲۰۰۹ | بیروت         | لبنان             |
| ۲۰۱۰ | لیوبلیانا     | اسلوونی           |
| ۲۰۱۱ | بوئنوس آیرس   | آرژانتین          |
| ۲۰۱۲ | ایروان        | ارمنستان          |
| ۲۰۱۳ | بانکوک        | تایلند            |
| ۲۰۱۴ | پورت هارکورت  | نیجریه            |
| ۲۰۱۵ | اینچئون       | کره جنوبی         |
| ۲۰۱۶ | وروتسواف      | لهستان            |
| ۲۰۱۷ | کوناکری       | گینه              |
| ۲۰۱۸ | آتن           | یونان             |
| ۲۰۱۹ | شارجه         | امارات متحده عربی |
| ۲۰۲۰ | کوالا لامپور  | مالزی             |
| ۲۰۲۱ | تفلیس         | گرجستان           |
| ۲۰۲۲ | گوادالاخارا   | مکزیک             |
| ۲۰۲۳ | آکرا          | غنا               |
| ۲۰۲۴ | استراسبورگ    | فرانسه            |
| ۲۰۲۵ | ریو دو ژانیرو | برزیل             |